# Соглашение по сохранению альбатросов и буревестников

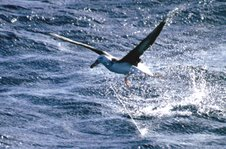
Чернобровый альбатрос, зацепившийся за сети при ярусном лове рыбы

Соглашение по сохранению альбатросов и буревестников — это международный договор, подписанный в 2001 году. Цель заключения Соглашения — остановить снижение численности популяций морских птиц в Южном полушарии, в особенности альбатросов и буревестниковых, которым в местах их гнездования угрожают интродуцированные виды, загрязнения и прилов в ходе ярусного лова, в результате которого погибает более 300 000 птиц в год.
От участников Соглашения требуется соблюдение определённых условий: снижение прилова морских птиц, охрана птичьих базаров и контроль за интродуцированными видами в местах обитания морских птиц.

## Альбатросы и буревестники
Альбатросы и буревестники — это группа птиц, находящаяся, возможно, под самой большой угрозой вымирания. Из 22 существующих видов альбатросов, 18 находятся под критически вымирающими, вымирающими или уязвимыми согласно Красной книге Всемирного союза охраны природы. Альбатросы и буревестники гнездятся на отдаленных от берега островах и перелетают моря в поисках пищи. Они способны летать на огромные расстояния в поисках пищи и в рамках миграции.
Соглашение по защите альбатросов и буревестников помогает странам в имплементации планов действия по защите мест обитания, контролю распространения неаборигенных хищников, которые могут оказать вредное воздействие на альбатросов и буревестников, во введении мер, снижающих прилов этих птиц, и распространении исследований в сфере их эффективной защиты.
Сейчас Соглашение распространяется на виды альбатросов и 7 видов буревестников в Южном полушарии. Также планируется распространить Соглашение на обитающие в Северном полушарии виды этих птиц в будущем.

## Угрозы жизни альбатросов и буревестников
Угрозы жизни морских птиц включают в себя охоту за ними ради мяса, яиц и оперения, изменения на территории, являющейся их местом обитания, привоз в их место обитания неаборигенных хищников (например, кошек), которые также могут оказывать негативное влияние на популяции птиц — все эти факторы критическим образом влияют на популяции альбатросов и буревестников. Ярусный лов рыбы — метод, используемый для ловли плавниковых и особей акулы, включающий в себя большую сеть с множеством прикреплённых на неё крючков. Каждый год тысячи морских птиц попадаются на крючки, которые утягивают их под воду, так что они тонут.
Тем не менее, все эти угрозы возможно снизить путём модификации рыболовной практики и адаптации мер снижения приловов. Такие меры включают линии и ленты, отпугивающие птиц от рыболовных сетей, особые сети с уменьшенным количеством приманки, установку рыболовных сетей в ночное время, установку рыболовных сетей под поверхностью воды, и прекращение рыболовства на время, когда птицы являются наиболее уязвимыми для ловли, то есть во время гнездования.

## Птицы, на которых распространяется Соглашение
Соглашение распространяется на следующие виды альбатросов и буревестников:
Альбатросы:
- Северный королевский альбатрос (Diomedea sanfordi)
- Южный королевский альбатрос (Diomedea epomophora)
- Странствующий альбатрос (Diomedea exulans)
- Антиподный альбатрос (Diomedea antipodensis)
- Амстердамский альбатрос (Diomedea amsterdamensis)
- Diomedea dabbenena
- Темноспинный дымчатый альбатрос (Phoebetria fusca)
- Светлоспинный дымчатый альбатрос (Phoebetria palpebrata)
- Галапагосский альбатрос (Phoebastria irrorata)
- Атлантический желтоносый альбатрос (Thalassarche chlororhyncos)
- Индийский желтоносый альбатрос (Thalassarche carteri)
- Сероголовый альбатрос (Thalassarche chrysostoma)
- Чернобровый альбатрос (Thalassarche melanophris)
- Thalassarche impavida
- Буллеров альбатрос (Thalassarche bulleri)
- Осторожный альбатрос (Thalassarche cauta)
- Белошапочный альбатрос (Thalassarche steadi)
- Thalassarche eremita
- Альбатросс Сальвина (Thalassarche salvini)

Буревестники:
- Южный гигантский буревестник (Macronectes giganteus)
- Северный гигантский буревестник (Macronectes halli)
- Белогорлый буревестник (Procellaria aequinoctialis)
- Очковый буревестник (Procellaria conspicillata)
- Черный буревестник (Procellaria parkinsoni)
- Вестландский буревестник (Procellaria westlandica)
- Серый буревестник (Procellaria cinerea)

## Информация о структуре организации
Исполнительным Секретарём Соглашения является Варрен Пэпворф. Секретариат находится в Тасмании, Австралия.
Соглашение вступило в силу 1 февраля 2004 года, первый Совет Сторон (MOP1) был проведён с 10 по 12 ноября в городе Хобарт, Австралия. Второй Совет Сторон состоялся в городе Крайстчерч, Новая Зеландия, 13-17 ноября 2006. Тенденция к повсеместному сохранению альбатросов и буревестников в мире очень сильна, и данное Соглашение также вносит свой вклад в защиту этих харизматичных морских птиц. Популяции этих птиц продолжают снижаться. Например, согласно недавним исследованиям, чернобровые альбатросы, когда являвшиеся наиболее многочисленными, сократились в численности на более чем 40 % за последние 30 лет.

## Участники Соглашения
Следующие страны подписали Соглашение и принимают участие в его работе:
- Аргентина
- Австралия
- Бразилия
- Чили
- Эквадор
- Франция
- Новая Зеландия
- Норвегия
- Перу
- ЮАР
- Испания
- Великобритания
- Уругвай